# アルバレート (列車)

1957年時点のTEE網におけるアルバレート

アルバレート (Arbalète) は、フランスのパリとスイスのチューリッヒをミュールーズ、バーゼル経由で結んでいた国際列車である。1956年にパリ - ミュールーズ間の国内列車として運行を開始し、1957年から1979年までパリ - チューリッヒ間のTEEとして運行された。その後1980年からは国際インターシティ、1987年からはユーロシティとなり、1997年にTGVに置き換えられて廃止された。
列車名はフランス語で機械弓（クロスボウ）の意。フランス語では定冠詞をつけてL'Arbalète（ラルバレート）とも表記される。

## 歴史

（赤）アルバレートの走行経路
（紫）TGV（1997年 - 2007年）
（青）TGV（2007年 - 2011年）

アルバレートは1956年6月3日、フランス国鉄 (SNCF) によるパリ - ミュールーズ間の国内列車として運行を開始した。
翌1957年6月2日のTEE発足とともに、アルバレートはTEEの一列車となり、パリ - チューリッヒ間に延長された。運行ダイヤは早朝チューリッヒを発車し昼過ぎにパリに到着、折り返し夕方にパリを出て深夜にチューリッヒに着くというものであった。
この時期のアルバレートはパリ - ミュールーズ間でフランスの国内列車と併結されて運転されていた。これは当時のフランス国鉄の人件費抑制策によるものである。このためTEEとしては停車駅が多くなっていた。TEEも併結される国内列車も一等車のみの編成であったが、TEEの一等車は座席が横3列であったのに対し国内列車は横4列であるなど、設備は差がつけられており、運賃・料金も別であった。
1960年から1962年の夏にはヴィッテルへの乗換駅であるキュルモン・シャランドレ駅にも停車した。
1963年冬のダイヤ改正でアルバレートとパリ - ミュールーズ間の国内列車は分離された。アルバレートの停車駅は大きく削減され、所要時間はわずかであるが短縮された。
1969年冬のダイヤ改正でアルバレートは機関車牽引の客車列車となった。1971年からは、パリ行のアルバレートはチューリッヒ - バーゼル間でドイツ連邦鉄道（西ドイツ国鉄）車両のハンブルク行のTEEヘルヴェティアと併結されるようになった。なお、パリ - ベルフォール間はパリ近郊の一部を除いて非電化区間であるため、パリ - バーゼル間はフランス国鉄のディーゼル機関車が牽引した。この路線はフランスの幹線の中でも近代化の遅れた路線であり、最高速度も120km/hで他の路線より低かった。
TEE時代のアルバレートの利用者は、パリからベルフォールやミュールーズなどフランス国内が多く、国境を越える区間の乗車率は低迷していた。このため、1979年5月27日のダイヤ改正からアルバレートは二等車を含む特急列車 (train rapide) となり、TEEではなくなった。
その後1980年夏からは国際インターシティの一列車となり、1987年夏にはユーロシティに種別を変更した。
1997年9月28日、パリ - ベルン間をディジョン経由で結んでいたTGVのうち一往復がチューリッヒまで延長されたのと引き替えに、アルバレートは廃止された。TGV化されたとはいえ経路が遠回りになったため、所要時間はほとんど変わらず、チューリッヒ行では逆に長くなってしまった。さらに運賃・料金も通常期で約20%の値上げとなるなど、利用者には不評であった。
2007年にはLGV東ヨーロッパ線が開業し、パリ - チューリッヒ間のTGVはストラスブール、ミュールーズ、バーゼル経由とされたが、2011年12月11日にLGVライン-ローヌ線が開業したことでディジョン、ミュールーズ経由で運行されるようになった。

### 年表
- 1956年6月3日 : パリ - ミュールーズ間の国内特急列車として運転開始。
- 1957年6月2日 : パリ - チューリッヒ間のTEEとなる。
- 1969年9月28日 : 客車列車化。
- 1979年5月27日 : 二等車を含む特急列車となる。
- 1980年6月1日 : インターシティに種別変更。
- 1987年5月31日 : ユーロシティに種別変更。
- 1997年9月28日 : 別経路のTGVに置き換えられ廃止。

## 停車駅一覧
TEE時代のアルバレートの停車駅は以下の通り。
| 国       | 駅名                                          | 1957年6月2日- | 1963年9月29日- | 1964年5月31日- | 1969年9月28日- | 1973年9月30日- |
| -------- | --------------------------------------------- | ------------- | -------------- | -------------- | -------------- | -------------- |
| フランス | パリ東駅                                      | ●             | ●              | ●              | ●              | ●              |
| フランス | トロワ駅 Troyes                               | ●             | ｜             | ｜             | ｜             | ▲              |
| フランス | ショーモン駅 Chaumont                         | ●             | ｜             | ｜             | ｜             | ｜             |
| フランス | キュルモン・シャランドレ駅 Culmont-Chalindrey | ※             | ｜             | ｜             | ｜             | ｜             |
| フランス | ヴズー駅 Vesoul                               | ●             | ｜             | ｜             | ｜             | ｜             |
| フランス | ベルフォール駅 Belfort                        | ●             | ｜             | ｜             | ●              | ●              |
| フランス | ミュールーズ・ヴィル駅 Mulhouse-Ville         | ●             | ●              | ｜             | ●              | ●              |
| スイス   | バーゼルSBB駅                                 | ●             | ●              | ●              | ●              | ●              |
| スイス   | チューリッヒ中央駅                            | ●             | ●              | ●              | ●              | ●              |

| ●    | ｜   | ▲              | ※        |
| ---- | ---- | -------------- | -------- |
| 停車 | 通過 | パリ行のみ停車 | 注釈参照 |

1. ↑  1960年から1962年の夏のみ停車(Mertens & Malaspina 2007, p. 147)

## 車両・編成

### 気動車・客車
TEE時代のアルバレートで使われた車両は以下の通り
| 期間                          | 所属                         | 形式                                                                      | 備考                                                                                                |
| ----------------------------- | ---------------------------- | ------------------------------------------------------------------------- | --------------------------------------------------------------------------------------------------- |
| 1957年6月2日 - 1964年8月1日   | フランス国鉄                 | X2770型気動車(X 2770)                                                     | 2両編成                                                                                             |
| 1964年8月2日 - 1969年9月27日  | オランダ国鉄・スイス連邦鉄道 | DE4型（オランダ）・RAm TEE型（スイス）(Nederlands-Zwitsers TEE-treinstel) | 4両編成（うち一両は動力車）。オランダとスイスで名称が異なるが同一の形式であり、運用上も区別はない。 |
| 1969年9月28日 - 1976年9月30日 | フランス国鉄                 | ミストラル56型客車                                                        | |
| 1976年10月1日 - 1979年5月26日 | フランス国鉄                 | ミストラル69型客車                                                        | |

1964年の車両更新は、同年にパリ - ブリュッセル、アムステルダム間のTEEエトワール・デュ・ノールとオワゾ・ブルーが客車列車化されたため、余剰となった車両を用いたものである。この時期はアムステルダム - チューリッヒ間のTEEエーデルヴァイスと共通運用であった。
1969年には、パリ - ニース間のル・ミストラルに新型客車（ミストラル69型）が投入されたため、余剰となった旧客車（ミストラル56型）を利用して客車列車化された。この時期の編成は一等車5両、一等・バー合造車1両、食堂車1両、荷物車1両を基本としていた。1972年以降"Grill Express"の愛称で知られる新型食堂車が使用されている。
1976年にはパリ - リヨン間のTEEリヨネが二等車を含む特急列車に変更されたことにともない、余剰となったミストラル69型客車がアルバレートに充てられた。ただし、この客車のみではパリ - チューリッヒ間を2日で一往復する運用に充当するには不十分であり、全区間を走行するのは一等車3両のみとされ、一等車4両と食堂車1両はパリ - バーゼル間でのみ連結された。増結客車は同区間を一日一往復した。
1979年に二等車を含む特急列車となってからは、フランス国鉄のコライユ客車が用いられた。ただし1995年から廃止までの2年間はスイス連邦鉄道（スイス国鉄）の客車となった。

### 機関車
1969年の客車列車化後は、パリ - バーゼル間はフランス国鉄のCC72000形ディーゼル機関車が、バーゼルではスイス国鉄のRe4/4II形またはRe4/4III形電気機関車が牽引した。ユーロシティ化後はパリ - バーゼル間でBB67400形ディーゼル機関車 (BB 67400) が重連で用いられることもあった。